# Matériel et équipement de Batman
Batman n'est pas un super-héros "classique" puisqu'il ne possède aucun pouvoir qui le distingue du reste de l'humanité. En revanche pour lutter contre le mal et les criminels qui parfois possèdent de tels pouvoirs, il utilise un arsenal d'objets qui portent tous son symbole. Selon les époques et les scénaristes ces objets sont plus ou moins présents dans les comics relatant ses aventures. On trouve ainsi une Batmoto, une Batmobile, un Batwing (un avion), des Batarangs, etc.

## Accessoires et gadgets

### Ceinture utilitaire
En juillet 1939, l'écrivain Les Daniels demanda à Gardner Fox (le premier scénariste après Bill Finger  à avoir écrit les aventures de Batman dans Detective Comics) d'introduire le concept de ceinture utilitaire dans Detective Comics # 29.
Lors de sa première apparition, la ceinture utilitaire contenait de petites capsules de gaz étouffant. Puis en septembre 1939, Fox a également ajouté l'arme emblématique du héros  "le batarang" dans le numéro "Batman vs Vampire" dans Detective Comics # 31.
Jusqu'en 1989, la plupart des artistes ont décrit la ceinture utilitaire comme une simple ceinture jaune avec une boucle et des capsules (cylindres autour d'elle). En 1986, Frank Miller a dessiné la ceinture utilitaire de Batman avec des poches de style militaire dans Batman: The Dark Knight Returns en série limitée. Cette interprétation a été utilisée à nouveau dans Batman: Year One et utilisée par presque tous les artistes dans le comic book Legends of the Dark Knight de la série comics Dark Knight. En 2000, les poches sont devenues un standard dans la représentation de la ceinture utilitaire.
Une caractéristique supplémentaire a été introduite dans la ceinture utilitaire dans les films de Tim Burton, (Batman et Batman : Le Défi), ce fut un petit moteur qui pouvait déplacer les éléments autour de la ceinture de l'arrière vers l'avant, permettant à Batman la facilité d'accès à ses armes et outils.
Le plus surprenant chez les fans était la capacité que pouvait avoir la ceinture à emmagasiner la multitude de gadgets et accessoires tous différents les uns des autres et qui pouvaient préparer Batman à toutes éventualités. Souvent et surtout dans la série Adam West, Batman pouvait transporter tout le nécessaire pour un scénario particulier, à partir du batarang typique à un bat-phone miniature qui reliait à distance la Batmobile.

### Batarang
Le batarang, apparu dès 1939, est un boomerang en forme de chauve-souris qui peut servir à désarmer l'adversaire ou être utilisé comme arme de jet.
Il existe plusieurs modèles différents, tous adaptés à des situations différentes (explosif, radiocommandé, à trajectoire programmable… etc). C'est l'une des armes que Batman utilise le plus, et ce dans toutes les versions de son histoire.

#### Batarang tranchant
Le Batarang tranchant apparu en 1939 est un boomerang en forme de chauve souris qui peut trancher en un coup et qui se trouve dans l'arsenal de Batman. Il possède la même capacité d'attaque qu'un Shuriken en plus du même comportement aérodynamique et cinématique d'un boomerang. Il est utilisé le plus souvent pour désarmer l'ennemi au niveau de la main et très rarement pour blesser. Il possède aussi la capacité d’être employé comme couteau pour trancher certains matériaux ou pour être lancé et percuter différent actionneur ou interrupteur lorsque la situation l'oblige, comme c'est le cas dans la série de jeu Batman Arkham. Il peut même être préprogrammé pour frapper différentes cibles localisés à de multiples endroits, comme dans le film Batman Le Retour.

#### Batarang explosif
Le Batarang explosif est une forme de Batarang possédant une charge explosive très puissante qui a la capacité d'exploser avant, après ou au contact de la cible. Il en existe plusieurs variantes, certaines sont télécommandées comme un mini-drone, d'autres possèdent un minuteur à retardement ou un détecteur de mouvement. Il est considéré comme une arme mortelle très efficace contre les mécanismes robots et elle est très rarement employée contre les personnes.

#### Batarang électrique
Le Batarang électrique a la capacité d'envoyer une décharge électrique de très haute tension au contact de sa cible afin de l'immobiliser comme un taser. Il peut être aussi utilisé pour détruire certains systèmes électroniques ou mécatroniques tel que les robots.

#### Batarang télécommandé
Le Batarang télécommandé est un Batarang spécial qui peut être contrôlé une fois lancé, ce qui le rend très utile pour percuter les ennemis hors de portée. De plus, le fait qu'il soit télécommandé augmente la discrétion de Batman en couvrant son point de lancement d'origine. Il est très maniable grâce à ses commandes de freinage et de virage ou même d’accélération, il peut être employé pour la percussion d'objets ou d’interrupteurs comme c'est le cas dans le jeu Arkham City.

#### Batarang sonique
Le Batarang sonique est un Batarang spécial qui émet une sonnerie aiguë qui interfère avec les moniteurs cardiaques portés par des ennemis proches, les poussant ainsi à patrouiller. Il possède aussi la capacité de déclencher une charge électrique puissante ce qui peut causer la surcharge d'un moniteur ennemi et ainsi l'immobiliser. Ce gadget est utile à Batman pour créer une diversion afin de distraire et mener ses ennemis dans des pièges.

### Bat-grappin
Le bat-grappin est un dispositif d’accrochage en forme de pistolet à grappin qui permet de s’agripper à toutes sortes de surfaces se trouvant à une certaine hauteur. Grâce à une propulsion pneumatique et possédant un long câble métallique ultra résistant à la traction, il permet au chevalier masqué de s'accrocher aux rebords des toits en toute discrétion et de le soutenir avec ou sans charges additionnelles sans rupture du câble.

### Bat-griffe
Le Bat-griffe a la capacité de lancer un projectile similaire à une griffe qui permet d'interagir avec les objets hors de portée et de les tirer vers Batman. Il peut être utilisé aussi pendant les combats pour désarmer un ennemi ou carrément le tirer vers Batman et ainsi lui enchainer un coup. Il apparait dans les jeux Batman: Arkham Asylum et Batman: Arkham City. Dans les films Batman Begins et The Dark Knight le Bat-grappin avait les mêmes options que le Bat-griffe créant ainsi un seul et même accessoire.

### Fusil à impulsion électromagnétique
Cette arme non létale a le moyen d’émettre une onde électromagnétique invisible de très forte amplitude, afin de détruire ou de mettre hors d'état de marche tout appareil électrique ou électronique pour une courte durée, dans un rayon d'action déterminé ou une ligne de visée spécifique. 
Son apparition la plus connue est sans doute dans le film The Dark Knight Rises, où Batman l'utilisa dans un tunnel de Gotham pour stopper la fuite à moto des associés de Bane en immobilisant leurs véhicules par mise à l’arrêt momentanée de leurs moteurs. Il est à noter que les moteurs des autres véhicules, les gyrophares des voitures de police présentes ainsi que les lampes d'éclairage furent aussi affectés par l'arme. 

### Bat-grenade
La Bat-bombe est un explosif très puissant sous forme de boules qui s'enclenchent manuellement et qui sont destinées le plus souvent à faire sauter des véhicules, des serrures blindées ou carrément pour créer un passage sur des murs épais. 
N'étant pas plus grand qu'une balle de golf, ces minis-explosifs sont faciles à transporter, nécessaires dans certains cas mais sont très rarement utilisés pour des raisons offensives.
La plus célèbre apparition de cette arme fut dans le film Batman Begins, où le héros masqué utilisa ces bombes afin de s'échapper de l'asile d'Arkham en détruisant les portes blindées et en créant des brèches sur les murs de l'établissement. On les retrouve aussi dans le film The Dark Knight Rises, où l'officier John Blake utilisa l'une d'entre elles sur un mur en béton pour libérer les policiers enfermés dans les souterrains du métro. Une version de cette même idée est aussi apparue brièvement dans le film Batman et Robin quand le duo dynamique a utilisé ces dernières pour faire sauter le vaisseau de fortune de Mr Freeze.

### Gel explosif
Le gel explosif est un liquide visqueux qui a la capacité de se faire exploser à distance et qui est très utile pour faire exploser des structures fragiles ou pour neutraliser temporairement des ennemis. Il peut être déclenché directement par la bombe aérosol du gel ou carrément par un détecteur de proximité qui détecte les ennemis du chevalier masqué. 

### Lanceur de bombes collantes
Le lanceur de bombes collantes est un fusil court à lunette de précision et à rechargement avec pompe, montable et démontable en deux parties distinctes. Il a la capacité de tirer des charges explosives collantes sur la surface de n'importe quel solide. Ces bombes explosives étant des munitions intelligentes, sont programmées sur le fusil pour exploser grâce à leurs minuteries de retardements. 
Cette arme apparue pour la seule fois dans le film The Dark Knight, où Batman s'en servit tout d'abord pour faire exploser un ensemble de fenêtres en verre d'une tour à Hong Kong afin de pouvoir s’échapper avec un criminel chinois dénommé Lau. Il l'utilisa aussi afin de faire effondrer une structure métallique dans le but de neutraliser une équipe d'intervention du SWAT qui allait abattre accidentellement les otages.

### Séquenceur cryptographique
Le séquenceur cryptographique est une console à écran holographique qui permet à Batman de pirater les systèmes de sécurité pour débloquer par exemple l'ouverture de portes ou de se connecter aux flux radio sécurisés pour espionner les conversations de ses adversaires. 

### Scanner portatif
Le scanner portatif est un appareil de haute technologie qui a pour fonction d'analyser et de mesurer les signatures de rayonnement d'un quelconque objet. Il peut donc définir le taux de radiation, repérer et scanner les empreintes digitales dans une scène de crime ou carrément analyser et définir le type de matériaux scannés ou le gaz détecté. 
Son apparition la plus connue est dans le film The Dark Knight, Batman utilise cet appareil pour scanner l'argent trouvé dans le coffre d'une banque où le Joker commit son premier hold-up. Le chevalier noir utilise ce dispositif pour rechercher et trouver des signatures de rayonnement, ce qui indique apparemment son étroite collaboration avec le commissaire Gordon dans des opérations d'infiltration et de marquage de billets.

### Balle fumigène
La balle fumigène est un genre de grenade qui lâche une fumée épaisse et qui a la capacité de désorienter et d'étouffer les ennemis, pendant un moment, si elle explose à leur proximité. Elle est aussi utilisée par le chevalier noir lorsqu'il essuie un tir nourri pour ainsi fuir et dissimuler sa fuite, grâce à cette même fumée.

### Lanceur de charges électrique à distance
Le lanceur de charges électrique à distance est un long pistolet très sophistiqué qui génère de l’électricité et qui inflige des chocs électriques non mortels. Il est particulièrement efficace contre les ennemis équipés d'armure ou possédant des objets métalliques. Il peut être utilisé aussi pour l'alimentation des générateurs électrique ou les électroaimants. Il apparait pour la première fois dans le jeu Arkham City.

### Tyrolienne
La tyrolienne est un système évolué de transport qui permet le déplacement horizontal ou légèrement incliné sur deux points fixes grâce à un câble très résistant. À la différence du bat-grappin qui envoie un seul câble en hauteur, la tyrolienne en envoie deux en sens opposé et sur la même direction. Elle donne aussi la capacité de changer de direction tout en étant accrochée à elle et sans toucher le sol. Cet accessoire donne grâce à l'agilité de Batman, la capacité de marcher dessus comme un funambule et ainsi le pouvoir d'exécuter des attaques surprises sur des ennemis en dessous.

### Brouilleur
Le brouilleur est un appareil électronique qui permet de désactiver les armes à feu des ennemis à leur insu et de désactiver les tourelles ainsi que les mitrailleuses automatiques. Il peut aussi faire exploser des mines antipersonnel ou tout autre charge explosive qui se trouvent à proximité.

### Grenade givrante
La grenade givrante est une arme technologiquement avancée de Mr Freeze qui a le pouvoir de créer un rayon d'explosion capable de geler plusieurs ennemis au sol simultanément. Cette arme a aussi la capacité de geler l'eau à n'importe quelle température et ainsi créer une plaque de glace flottante qui peut supporter le poids de Batman.

## Véhicules

### La Batmobile
Apparue dès 1941, cette automobile est une constante dans les aventures de Batman. Elle est parfois équipée d'armes offensives (lasers, rockets, etc.) et défensives (radar, fumigènes, etc.)

### La Batmoto

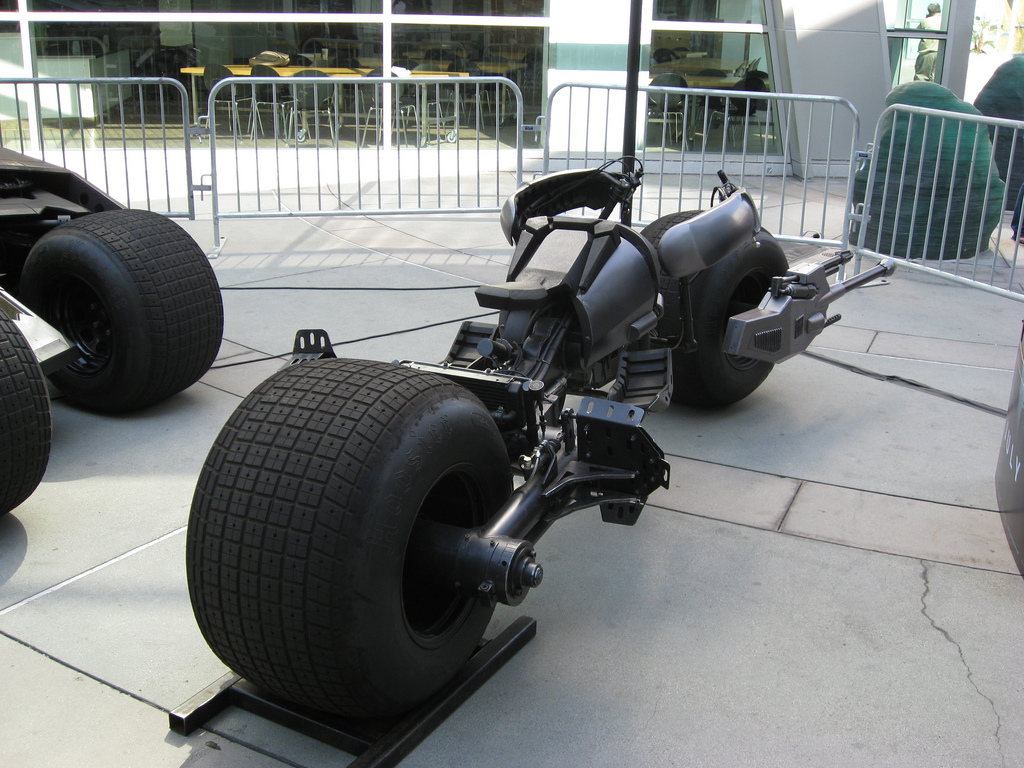
Le Batpod vu dans The Dark Knight

La Batmoto est un genre de moto très sophistiquée et très rapide à multiples fonctions qui est parfois plus adéquate que la Batmobile. On retrouve la Batmoto, appelé aussi Batpod dans The Dark Knight, le deuxième film de la saga Batman, après Batman Begins.
Dans la série TV le Batcycle fit sa première apparition 1966 sous la forme d'une Harley Davidson. En 1959, Harley Davidson avait proposé un side-car qui ne fut utilisé que pour le premier épisode de la saison, Not Yet, He Ain't.
Dans The Dark Knight c'est le cascadeur Jean-Pierre Goy, également comme doublure de James Bond dans Demain ne meurt jamais au guidon d'une R1200C, qui effectue les cascades. Le moteur provient d'une Honda 450 CRF.

### Le Batwing
Pour les articles homonymes, voir Batwing.

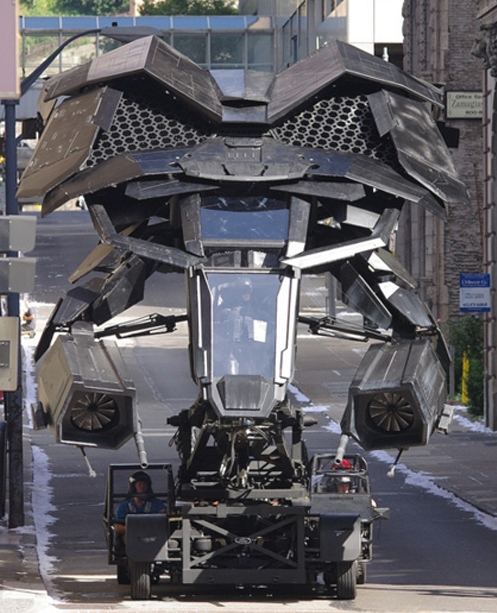
Le Batwing pendant le tournage du film The Dark Knight Rises.

Le Batwing est l'avion de Batman, créé par Bob Kane et Bill Finger en 1942. Bien qu'il possède un certain style, il n'a pas toujours été pareil.
Son ancêtre le Bat-gyro ne fut utilisé qu'un temps car l'homme chauve-souris fut intéressé par les VTOL (En français appareils de décollages et d'atterrissages verticaux).
En ce qui concerne le BatWing, il était auparavant appelé le Batplane (Bat=chauve-souris ; plane=avion), mais en 1992 la série appelle l'avion de Batman le BatWing car sa forme était plus comparable aux ailes de la chauve-souris (Wing=aile).
En 1943, Batman et Robin doivent aller arrêter un ennemi mais la Batmobile n'est pas assez rapide, cependant Alfred voulait faire essayer aux 2 justiciers un avion de 18 m de long sur 5,18 m de large. Ce premier Batplane ne révolutionna pas l'univers de l'avion surtout vu les circonstances de l'avion à l'époque, en effet son style n'était pas très développé (contrairement à Tim Burton qui révolutionna l'univers de la Batmobile en 1989).

#### Les variantes du BatWing
On ne peut pas considérer le Batplane comme le cousin du BatWing, cependant plusieurs appareils volants servent à Batman dans sa quête contre le crime dont on compte :
- Le Batcopter
- Le Bat-Deltaplane
- La Bat-Fusée
- Le Bat-Tourbillot
- La Batcave Volante
- Le Bat-jet